# Kヴァーゲン
Kヴァーゲン（K-Wagen、Kolossal-Wagen、「巨大戦車」の意）、または大型戦闘車輌（Großkampfwagen）は、ドイツ帝国の超重戦車である。第一次世界大戦の終結時に2両の試作車がほぼ完成していた。

## 経歴
1917年6月、最初のA7V戦車が完成する以前、ドイツの国防省では戦線突破時に投入する新型の超重戦車の開発を計画していた。設計作業はヨーゼフ・フォルマーおよびヴェーガー大佐が実施した。フォルマーは予備役大佐であり、また陸軍の輸送技術試験局で働いていた技術者だった。
1917年6月28日、国防省は初期設計案を承認、10両の試作車を発注した。うち5両はベルリンの「リーベ・クーゲルラガー・ウント・ヴェルクツォイク・ファブリク有限責任会社（GmbH）」（リーベ・ボールベアリング工場）が、別の5両はカッセルのヴェクマン社が製造することとされた。
この車輌の原型の重量は165tであるが、これはより現実的に減量させられ、全長を短縮して120tとなった。Kヴァーゲンの寸法と巨大さから行軍が不可能となったため、この車輌は区画ごとに分解し、鉄道輸送することが決定された。使用に際して車輌は前線後方で再度組立てられることとなった。
パウル・フォン・ヒンデンブルクの要請により試作車輌2両が製造され、戦争終了時にはほぼ完成していた。

## 説明

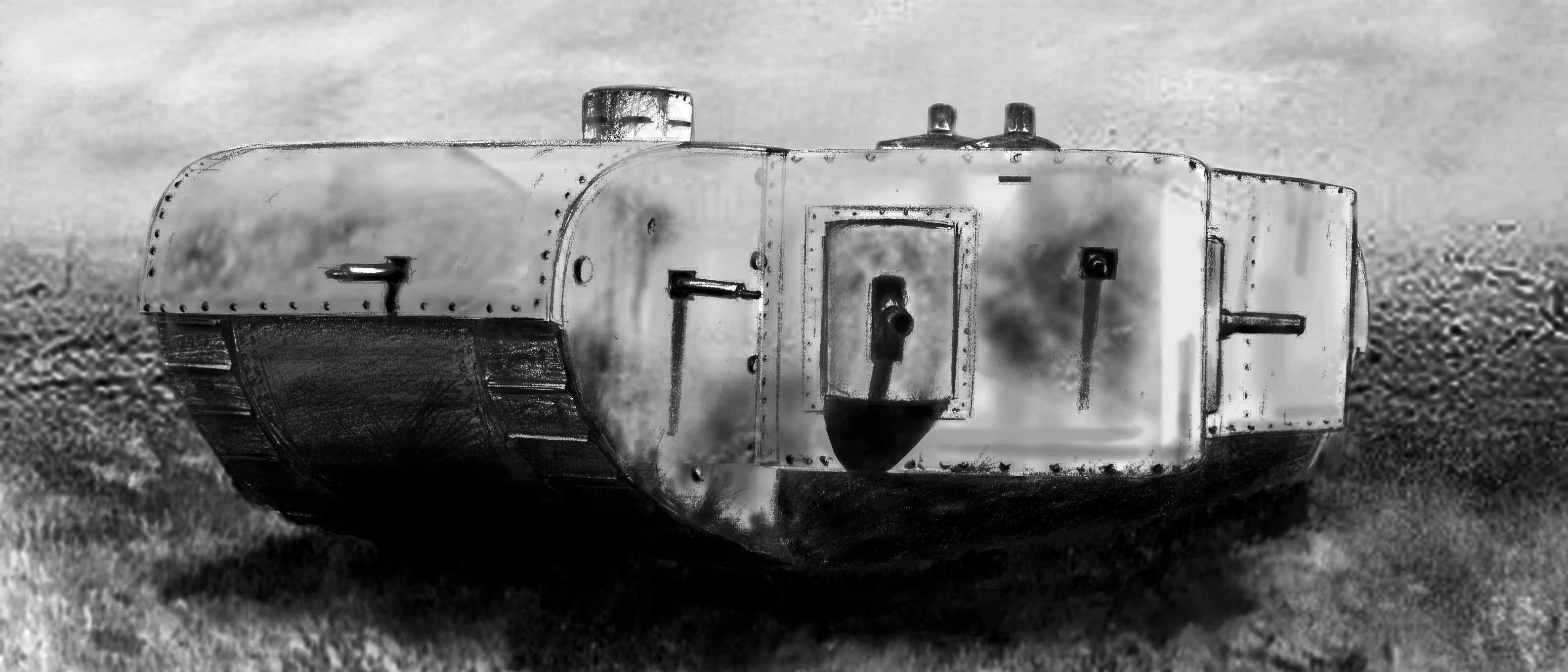
Kヴァーゲンのイラスト。

Kヴァーゲンの車体は6区画のモジュールから構成され、これにより分解して鉄路輸送が可能となった。操縦室、戦闘室、機関室、変速機室、そして2箇所のスポンソン（張り出した砲郭）である。車長は電気による発光信号で搭乗員に指令を与えた。火器管制は駆逐艦のそれに相当しており、ドイツ側はこの車輌を本物の陸上艦とみなしていた。操縦手は外部の見えない状態でこの車輌の操向操作を行なっており、車長がこの操作を統御した。
Kヴァーゲンは4門の77mm要塞砲と7挺のMG08/15機関銃で武装し、搭乗員の数は27名である。車長1名、操縦手2名、信号手1名、砲兵士官1名、砲手12名、機銃手8名、機関員2名である。計画開始時、火炎放射器の搭載が考慮されたものの、後にこれは却下された。
休戦したドイツの状況下では戦車の保有が禁止されたため、Kヴァーゲンが作戦可能状態にまで至ったことはなかった。この車輌のうちの1両「リーべ」が戦争終了時に完成したものの、工場を出ることはなく、連合国国際監督委員会の監視の下で解体された。